# Rue Grandville
La rue Grandville est une voie située au sein de la commune de Nancy, dans le département de Meurthe-et-Moselle, en région Lorraine.

## Origine du nom
La rue est nommée ainsi en hommage à Jean-Jacques Grandville, illustrateur français du XIXe siècle originaire de la ville. Un buste à son effigie se trouve à l'entrée du Parc de la Pépinière, situé à l'extrémité sud de la rue.

## Historique
Entre 1969 et 1972, Stéphane Bern a vécu dans un appartement de la rue.

## Bâtiments remarquables et lieux de mémoire
- no 19 : Immeuble, bâtiment inscrit au titre des monuments historiques  par arrêté du 21 décembre 2012 pour son corridor décoré[2].